# Emily Seebohm
Emily Jane Seebohm (Adelaide, 5 de junho de 1992) é uma nadadora australiana, campeã olímpica.
Nos Jogos Olímpicos de Pequim 2008 ganhou a medalha de ouro com o revezamento 4x100 metros medley australiano, e ficou em nono lugar nos 100 metros costas. Em Londres 2012 ganhou o ouro no revezamento 4x100 m livre.